# Arraye-et-Han
Arraye-et-Han é uma comuna francesa na região administrativa de Grande Leste, no departamento de Meurthe-et-Moselle. Estende-se por uma área de 10,34 km², com 332 habitantes, segundo os censos de 1999, com uma densidade de 32 hab/km².